# Acanthomuricea pulchra
Acanthomuricea pulchra är en korallart som först beskrevs av Thomson 1911.  Acanthomuricea pulchra ingår i släktet Acanthomuricea och familjen Plexauridae. Inga underarter finns listade i Catalogue of Life.